# Miloš Obrenović
Miloš Obrenović (Servisch: Милош Обреновић) (Dobrinke, 17 maart 1780 – Topčider, 26 september 1860) was van 1815 tot 1839 en van 1858 tot 1860 vorst van het Vorstendom Servië. Hij werd geboren als Miloš Teodorović, maar noemde zich later naar zijn stiefvader Obren Martinović Obrenović en stichtte zo de gelijknamige dynastie.
Hij nam samen met zijn broer Milan in 1804 deel aan de Eerste Servische Opstand tegen de Ottomanen onder
Đorđe Petrović (Karađorđe). Deze geniale militair had van binnenlands bestuur echter weinig kaas gegeten en er ontstond alras een oppositie, waartoe ook Milan behoorde. Hem werd in 1810 een diplomatieke missie toevertrouwd waarbij hij te Boekarest onder dubieuze omstandigheden stierf. Miloš hield Karađorđe hiervoor verantwoordelijk.
Na de eerste opstand werd Servië in 1813 opnieuw door de Turken bezet. In tegenstelling tot Karađorđe, die naar Oostenrijk en later naar Moldavië vluchtte, gaf Miloš zich aanvankelijk over aan de Ottomanen. In 1815 organiseerde hij echter de Tweede Servische Opstand. Hij bleek een uitstekend staatsman en wist door militaire tactiek en diplomatie de ene overwinning na de andere te behalen. Ten gevolge hiervan erkende sultan Mahmut II hem in december 1815 als vorst van Servië met beperkte soevereiniteit. In 1817 liet hij Karađorđe vermoorden en zond diens afgehakte hoofd naar Constantinopel.
Als vazal van de Ottomaanse heerser draagt Miloš Obrenović op het portret hiernaast de Orde van het Verheven Portret of Tasvir-i Humayun Nishani met het portret van de Sultan om de hals.
In de jaren die volgden wist Miloš zijn positie door diplomatie en omkoping te versterken. In 1829 werd de Servische autonomie uitgebreid en in 1830 werd hij als erfelijk vorst erkend. Hij regeerde op autocratische wijze, maar moest in 1835 tegen zijn wil een constitutie aanvaarden. Rusland en het Turkse Rijk beschouwden deze als te liberaal en dwongen hem de wet in te trekken, waarop de sultan in december 1838 een nieuwe constitutie afkondigde. Miloš benoemde in overeenstemming hiermee een raad van 17 senatoren, die echter onmiddellijk zijn aftreden eisten. Hij deed afstand van de troon ten gunste van zijn zoon Milan III en trok zich terug in Walachije.
Milan stierf echter reeds 25 dagen later en werd opgevolgd door zijn broer Michael III. Deze vluchtte in 1842 en werd vervangen door Alexander Karađorđević. Na diens abdicatie in 1858 keerde Miloš terug op de Servische troon. Hij voerde een anti-Oostenrijks beleid en eiste van de sultan dat deze zijn troepenmacht in Servië zou verkleinen en hem opnieuw als erfelijk vorst zou erkennen. Hij stierf echter reeds in 1860 zonder zijn nieuwe plannen te hebben kunnen waarmaken. Zijn zoon Michael besteeg opnieuw de troon.